# South Lakes (Alaska)
South Lakes ist ein Ort und ein census-designated place (CDP) im Matanuska-Susitna Borough in Alaska in den Vereinigten Staaten. Das U.S. Census Bureau hatte bei der Volkszählung 2020 eine Einwohnerzahl von 5229 ermittelt.

## Geographie
South Lakes befindet sich im Matanuska Valley im zentralen Süden von Alaska 48 km nordöstlich von Anchorage sowie 10 km westlich von Palmer. Das CDP-Areal ist stark besiedelt. Es hat eine Längsausdehnung in WSW-ONO-Richtung von etwa 9 km. Entlang der nördlichen Grenze des CDP-Gebietes erstrecken sich die Seen Wasilla Lake, Cottonwood Lake und Finger Lake. Entlang der südlichen CDP-Grenze verläuft streckenweise der George Parks Highway (Alaska Route 3).
Das South Lakes CDP grenzt im Südwesten an die City of Wasilla, im Norden an das North Lakes CDP sowie im Osten und im Süden an das Gateway CDP.

## Geschichte
Vor dem Zensus 2020 wurde das bis dahin vorhandene Lakes CDP in das North Lakes CDP und in das South Lakes CDP aufgespalten.

## Demographie
Zum Zeitpunkt der Volkszählung im Jahre 2020 (U.S. Census 2020) hatte South Lakes 5229 Einwohner auf einer Landfläche von 20,22 km². Von den Einwohnern waren 4168 Weiße, 65 afrikanisch-amerikanischer, 271 amerikanisch-indianischer Abstammung sowie 74 Asiaten.